# Янов, Александр Степанович
Александр Степанович Янов (1857—1918) — русский художник, живописец, график, сценограф.

## Биография
Родился в семье крепостного живописца-ремесленника. После отмены крепостного права, отец став вольным, отдал сына учиться в начальное городское училище. Затем Янов учился в Комиссаровском техническом училище, которое окончил в 1874 году с разрядом ученика железнодорожного мастера.
Учился в Московском училище живописи, ваяния и зодчества (1874—1886) у Е. С. Сорокина. Награждён медалями училища: малая серебряная (1881) за этюд масляными красками, малая серебряная медаль (1882) за рисунок с натуры, большая серебряная медаль (1884) за картину «В застенке». Присвоено звание свободного художника (1882). Окончил Московское училище живописи, ваяния и зодчества (1886) с присвоением звания классного художника.
В 1885—1886 годах Янов вместе с В. М. Васнецовым и И. И. Левитаном участвовал в оформлении первой постановки Русской частной оперы (представления шли до 1904 года) Саввы Мамонтова «Русалка». Создавал декорации для Московского частного театра Фёдора Адамовича Корша. Работал иллюстратором книг в издательстве А. Д. Ступина.
В 1888 году Янов был принят на службу в Санкт-Петербургские казённые театры. Переехав в Санкт-Петербург, посещал классы Императорской Академии художеств (с 1888). Состоял в должности декоратора Императорских театров (1891—1907). Возглавлял декоративно-театральную мастерскую в Строгановском художественно-промышленном училище (с 1907). Принимал участие в работе Комиссии Императорского Археологического общества по сохранению древних памятников.
Янов работал как исторический живописец (картины «Засыпающий царевич», «Приказ в Москве», «Инок-живописец»), известен своими работами бытового жанра, занимался гравюрой, создавал книжные иллюстрации, театральные декорации. Был близок Товариществу передвижных художественных выставок, в экспозициях которого регулярно участвовал.
Скончался в 1918 году в Москве.
Произведения художника хранятся в Государственной Третьяковской галерее, Серпуховском художественно-историческом музее, в других музейных собраниях, а также во многих частных коллекциях.
- Примеры работ А. С. Янова
- Приказ в Москве (1880-е)
- Инок-живописец (1885)
- Эскиз декораций «В усадебном парке» (1910)